# Tiroler Landesausstellung

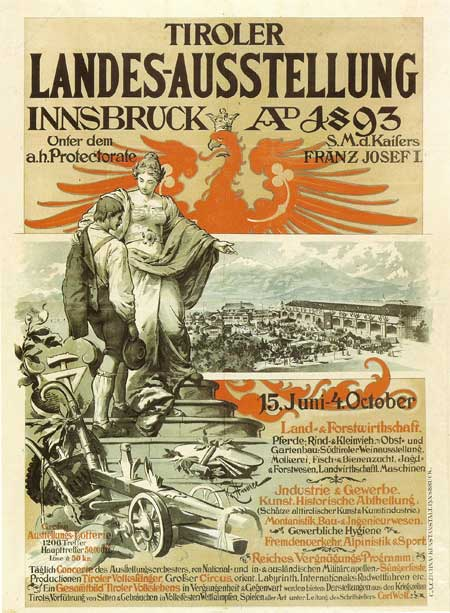
Plakat für die Tiroler Landesausstellung 1893

Die Tiroler Landesausstellung fand nach dem Muster der damaligen Weltausstellungen erstmals vom 15. Juni bis 4. Oktober 1893 unter dem „Protectorate S. M. d. Kaisers Franz Josef I.“ am Messegelände Innsbruck statt – seinerzeit noch für das ganze Kronland Gefürstete Grafschaft Tirol. Themen waren „Pferde, Rinder und Kleinvieh, Obst- und Gartenbau, Südtiroler Weinausstellung, Molkerei, Fisch- und Bienenzucht, Jagd- und Forstwesen, Fremdenverkehr, Montanistik, Bau- und Ingenieurwesen, gewerbliche Hygiene sowie Schätze alttirolischer Kunst und Kunstindustrie.“ Es gab „täglich Konzerte des Ausstellungsorchesters, einen Zirkus, ein orientalisches Labyrinth, ein internationales Radwettfahren sowie die Präsentation von Sitten und Gebräuchen“.
Nach dem Zweiten Weltkrieg wurde 1969 wieder eine Landesausstellung, allerdings nur für das Bundesland Tirol, in Innsbruck veranstaltet. Nach einer weiteren längeren Pause wurden in den 1980er und 1990er Jahren regelmäßig Ausstellungen veranstaltet. Eine Südtiroler Landesausstellung wurde 1992 zum Thema „850 Jahre Chorherrenstift Neustift“ in Stift Neustift veranstaltet. Die Ausstellungsreihe Tiroler Landesausstellung ist ab 1995 eine Gemeinschaftsausstellung der drei Länder Tirol, Südtirol und Trentino (Welschtirol) zu gemeinsamen landeskundlichen Themen, von 2005 bis 2009 fand sie im Rotationsprinzip statt.

## Liste der bisherigen Landesausstellungen
| Jahr | Titel                                                                              | Ort                                             |
| ---- | ---------------------------------------------------------------------------------- | ----------------------------------------------- |
| 1969 | Maximilian I.                                                                      | Zeughaus, Innsbruck                             |
| 1984 | Die Tirolische Nation, 1790–1820                                                   | Tiroler Landesmuseum Ferdinandeum, Innsbruck    |
| 1986 | Der Herzog und sein Taler                                                          | Burg Hasegg, Hall in Tirol                      |
| 1987 | Franz von Defregger und sein Kreis                                                 | Schloss Bruck, Lienz                            |
| 1988 | Heiltum und Wallfahrt                                                              | Stift Wilten und Stift Fiecht                   |
| 1989 | Künstler, Händler, Handwerker – Tiroler Schwaben in Europa                         | Museum Grünes Haus, Reutte                      |
| 1990 | Silber, Erz und weißes Gold. Bergbau in Tirol                                      | Franziskanerkloster Schwaz                      |
| 1993 | Bayerisch-tirolerische G’schichten … eine Nachbarschaft                            | Festung Kufstein                                |
| 1995 | Eines Fürsten Traum – Meinhard II. – Das Werden Tirols                             | Schloss Tirol und Stift Stams                   |
| 1998 | Michael Pacher und sein Kreis. Ein Tiroler Künstler der europäischen Spätgotik     | Augustiner-Chorherrenstift Neustift             |
| 2000 | circa 1500                                                                         | Schloss Bruck, Hofburg Brixen und Castel Beseno |
| 2005 | Die Zukunft der Natur                                                              | Salzlager Hall und Alpinarium Galtür            |
| 2007 | Auf den Spuren von Maurice Denis. Symbolismus an den Grenzen des Habsburger Reichs | Palazzo delle Albere, Trient                    |
| 2009 | Labyrinth::Freiheit                                                                | Festung Franzensfeste                           |